# 韩城图书楼
韩城图书楼位于中国陕西省渭南市韩城市金城街道书院街，金城广场南，原科技局大院，已列为陕西省文物保护单位。是韩城古城区重要的民国建筑之一。

## 历史
民国二十三年（1934年）县长由少蕴创建韩城民众教育馆，随即修建了主体建筑图书楼，是当时韩城第一座洋楼。1936年四、五月间，西北绥靖公署主任杨虎城和陕西省政府主席邵力子曾驻于图书楼。中共代表王世英在此同杨虎城进行秘密谈判。4月27日，张学良给杨虎城空投信件。

## 建筑
韩城图书楼坐南面北，上下两层，高8米。一层南北有门，北题“学海梯航”，南题“开卷有益”。

## 保护
2018年7月3日，韩城图书楼由陕西省人民政府公布为第七批陕西省文物保护单位，编号7-5-174。2022年12月，入选陕西省不可移动革命文物名录。